# Scinax garbei
Espèce
Synonymes
- Garbeana garbei Miranda-Ribeiro, 1926
- Hyla lutzi Melin, 1941
- Hyla epacrorhina Duellman, 1972

Statut de conservation UICN

 LC  : Préoccupation mineure
Scinax garbei est une espèce d'amphibiens de la famille des Hylidae.

## Répartition
Cette espèce se rencontre jusqu'à 1 000 m d'altitude dans la partie supérieure et intermédiaire du bassin de l'Amazone, :
- au Brésil dans les États d'Amazonas, l'ouest du Pará, le sud du Roraima, le Rondônia et en Acre, ;

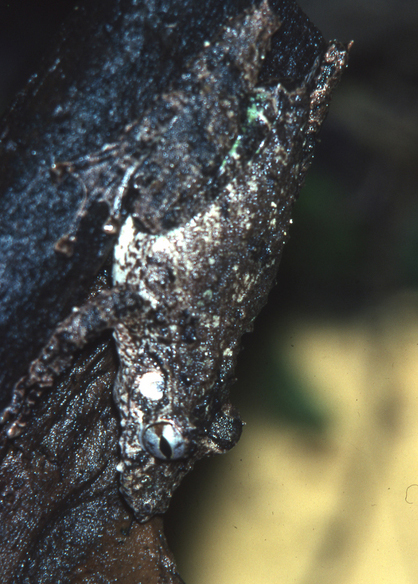
Scinax garbei

- au Venezuela dans l'État d'Amazonas ;
- dans le sud-est de la Colombie ;
- dans l'est de l'Équateur ;
- dans l'est du Pérou ;
- dans le nord de la Bolivie.

## Étymologie
Cette espèce est nommée en l'honneur de Ernst Wilhelm Garbe (1853-1925).

## Publication originale
- Miranda-Ribeiro, 1926 : Notas para servirem ao estudo dos gymnobatrachios (Anura) brasileiros. Arquivos do Museu Nacional Rio de Janeiro, vol. 27, p. 1-227.